# Beat It
Beat It – piosenka autorstwa Michaela Jacksona, wydana na singlu, który wyprodukował Quincy Jones (we współpracy z Jacksonem). Utwór pochodzi z albumu Thriller, szóstego w dyskografii muzyka.
Charakterystyczne solo gitarowe zagrał Amerykanin Eddie Van Halen, który został poproszony o nagranie krótkiego fragmentu linii gitarowej. Nie wystąpił on w teledysku, jednak pojawił się z Jacksonem na scenie w Dallas w 1984 roku podczas ostatniej trasy koncertowej zespołu The Jacksons Victory Tour. Po sukcesie „The Girl Is Mine” i „Billie Jean” na listach przebojów, singiel „Beat It” wydany został w lutym 1983 roku, jako trzeci z albumu Thriller. Piosenka była promowana wideoklipem ukazującym pojedynek dwóch gangów.
Za ten singiel Jackson otrzymał dwie nagrody Grammy i dwie American Music Awards. Utwór wraz z teledyskiem, istotnie przyczynił się do sukcesu rynkowego Thrillera, co przełożyło się na fakt, że płyta jest najlepiej sprzedającym się albumem wszech czasów. Singiel pokrył się platyną w 1989 roku. Ponadto redakcja czasopisma „Rolling Stone” umieściła „Beat It” na 337. miejscu listy 500 najlepszych utworów wszech czasów, a także na 81. miejscu w rankingu 100 najlepszych gitarowych utworów wszech czasów.
Od momentu wydania „Beat It” ukazało się wiele coverów, parodii i sampli utworu Jacksona. Własne interpretacje piosenki nagrali m.in.: Fall Out Boy, Fergie, Weird Al Yankovic, a także polska Grupa MoCarta.

## Produkcja i muzyka
Utwór „Beat It” napisany został przez Jacksona do albumu Thriller. Producent Quincy Jones chciał umieścić tam rock’n’rollową piosenkę, mimo iż – jak mówiono – Jackson nigdy wcześniej nie okazywał zainteresowania tym stylem muzyki. Jackson tak później wypowiadał się o „Beat It”: „Chciałem napisać typ piosenki, którą kupiłbym ja, gdybym kupował piosenkę rockową. Dlatego właśnie postanowiłem stworzyć „Beat It”. Chciałem ponadto, by zyskała uznanie wśród dzieci – tych w wieku szkolnym, jak również studentów”. Po usłyszeniu pierwszych nagranych wokali, Jones stwierdził, że utwór był dokładnie tym, czego szukał. Wówczas Eddie Van Halen – gitarzysta rockowego zespołu Van Halen – poproszony został o nagranie gitarowego solo.
Kiedy Jones skontaktował się z gitarzystą telefonicznie, Eddie nie wierzył w autentyczność propozycji. Po ustaleniu faktów, Van Halen nagrał swoje solo za darmo wyjaśniając, że wyświadczył w ten sposób przysługę, stwierdzając: „byłem kompletnym głupcem w oczach reszty swojego zespołu, naszego managera i wszystkich innych. Jednak nie zostałem wykorzystany. Wiedziałem, co robię – nigdy nie zrobię czegoś, dopóki tego nie chcę”. Van Halen nagrał swoją część po przybyciu Jonesa i Jacksona do jego domu ze „szkieletem piosenki”. Inny z towarzyszących gitarzystów powiedział: „początkowo byliśmy pozytywnie wstrząśnięci dobrym solo Eddiego, jednak Quincy uznał, że jest za mocne. Tak więc musiałem zredukować zniekształcone brzmienie gitary i wtedy powstała ostateczna wersja”. Utwór był jednym z czterech ostatnich ukończonych na potrzeby albumu „Thriller”, pozostałymi były: „Human Nature”, „P.Y.T. (Pretty Young Thing)” oraz „The Lady In My Life”.
Na nagraniu, chwilę przed tym, gdy zaczyna się solo Van Halena, słychać odgłos podobny do pukania do drzwi. Prawdopodobnie pukającym była osoba, która weszła do studia nagraniowego podczas sesji nagraniowej Eddiego. Inna wersja mówi, że odgłos pochodził od gitarzysty uderzającego we własną gitarę.
Tekst utworu „Beat It” opowiada o porażce i odwadze. Jego sens został wyjaśniony jako „smutny komentarz ludzkiej natury”. Fragment „don’t be a macho man” wyraża niechęć Jacksona do przemocy.
Partia perkusji nagrana została przez Jeffa Porcaro, jednego z założycieli amerykańskiej grupy Toto.
W nagraniach kolejnych albumów Jacksona zawsze brał udział jakiś znany gitarzysta, który nagrywał przynajmniej jeden utwór będący, podobnie jak „Beat It”, ukłonem w stronę muzyki rockowej:
- 1987: Bad – Steve Stevens („Dirty Diana”)
- 1991: Dangerous – Slash („Black or White”)
- 1991: Dangerous – Slash („Give In to Me”)
- 1995: HIStory – Slash („D.S.”)
- 1997: Blood on the Dance Floor (HIStory in the Mix) – Slash („Morphine”)
- 2001: Invincible – Carlos Santana („Whatever Happens”)
- 2001: Invincible – Michael Thompson („Privacy”)
- 2010: Michael – Lenny Kravitz („(I Can’t Make It) Another Day”)

## Publikacja i odbiór
Singiel „Beat It” został wydany 14 lutego 1983 roku w następstwie sukcesów na listach przebojów SP „The Girl Is Mine” i „Billie Jean”. Frank Dileo, wiceprezes wytwórni Epic Records, przekonał Jacksona do wydania „Beat It” w czasie, gdy „Billie Jean” zmierzało do podbicia list przebojów. Dileo, który później został managerem piosenkarza, przewidział, że oba single zagoszczą w pierwszej dziesiątce zestawień w tym samym czasie. „Billie Jean” pozostawało na 1. miejscu notowań „Billboard” Hot 100 przez siedem tygodni, zanim zostało wyprzedzone przez piosenkę „Come on Eileen”. Jednak już po tygodniu singiel stracił pozycję i pierwsze miejsce objęło nagranie „Beat It”.
16 kwietnia 1983 roku „Billie Jean” (#1) i „Beat It” (#5) znalazły się jednocześnie w czołowej piątce zestawienia Hot 100. Singiel „Beat It” pozostawał na szczycie tego zestawienia przez 3 tygodnie, ponadto na Hot R&B/Hip-Hop był na 1. miejscu, a na Mainstream Rock piosenka dotarła do pozycji 14. Kolejne sukcesy to 1. miejsca zestawień w Hiszpanii i Holandii, 3. miejsce w Wielkiej Brytanii, a także znalezienie się w czołowej dwudziestce w Austrii, Norwegii, Włoszech, Szwecji i Szwajcarii, oraz miejsce 31. w Danii i miejsce 47. we Francji.
W recenzji czasopisma „Rolling Stone”, Christopher Connelly określił „Beat It” najlepszym utworem albumu Thriller. Stephen Thomas Erlewine z AllMusic stwierdził, że piosenka jest zarówno „twarda”, jak i „wystraszona”. Robert Christgau powiedział, że piosenka z występującym gościnnie Eddiem Van Halenem jest „triumfem i dreszczowcem”. Według pisma Slant, „Beat It” to „niespotykane igranie ze stylem rockowym”. Natomiast redakcja czasopisma „Stylus” wyraziła zdumienie tym, że Van Halen zgodził się zagrać gitarową solówkę w kompozycji R&B. Ponadto utwór chwalił biograf Jacksona, J. Randy Taraborrelli, który określił muzyka mianem „niesfornego”.
Podczas gali rozdania nagród Grammy w 1984 roku utwór „Beat It” zdobył dwie z ośmiu statuetek, które przyznano wówczas Jacksonowi, były to kategorie: Nagranie Roku oraz Najlepszy Rockowy Wokal. Piosenka wygrała również nagrodę podczas Billboard Music Awards w 1983 roku. Kilka miesięcy po wydaniu RIAA przyznała singlowi certyfikat złotej płyty (za sprzedaż ponad miliona kopii), a w 1989 roku osiągnął status platyny, ze względu na zmiany w systemie przyznawania statusów płyt. Od tamtego momentu SP pokrywał się platyną już po sprzedaniu miliona kopii. Całkowita liczba sprzedanych egzemplarzy singla „Beat It” w Stanach Zjednoczonych w formacie download wynosiła 1 649 000 (stan na wrzesień 2010).

## Teledysk
Wideoklip do utworu „Beat It” pomógł potwierdzić status Jacksona jako międzynarodowej ikony popu. Po raz pierwszy artysta odniósł się w swojej piosence do czarnej młodzieży i życia ulicy. Zarówno teledysk do „Beat It”, jak i do „Thrillera” cenione są za świetnie dopracowane choreografie zsynchronizowanych tancerzy. Element ten stał się znakiem rozpoznawczym Jacksona.
Teledysk został wyreżyserowany przez Boba Giraldiego, a jego producentami byli Antony Payne i Mary M. Ensign. Był to drugi klip nakręcony do albumu Thriller. Autorem choreografii byli Michael Peters oraz Vincent Paterson którzy również wystąpili w nagraniu jako dwaj główni, obok Jacksona, tancerze. Pomimo że niektóre źródła twierdzą inaczej, Jackson nie był zaangażowany w tworzenie choreografii. Piosenkarz poprosił Giraldiego (reżysera reklam telewizyjnych), który nigdy teledysku nie kręcił, o wymyślenie koncepcji filmu dla „Beat It”, ponieważ spodobała mu się jego reklama nagrana dla jednej z amerykańskich telewizji. Wbrew ogólnemu przekonaniu, pomysł na teledysk nie został zaczerpnięty z musicalu West Side Story. Tak naprawdę, Giraldi czerpał inspirację z własnych doświadczeń z okresu dojrzewania, gdy mieszkał w Paterson w stanie New Jersey.
Teledysk, który kosztował Jacksona 150 000 dolarów po tym, jak firma fonograficzna Columbia Records odmówiła sfinansowania go, został nagrany w Skid Row, jednej z dzielnic Los Angeles, w marcu 1983 roku. By wideoklip stał się bardziej autentyczny, a także, by zażegnać nienawiść między dwoma miejskimi gangami, Jackson postanowił zaangażować do produkcji blisko 80 prawdziwych członków gangów Crips i Bloods. Ponadto artysta zatrudnił 18 profesjonalnych tancerzy i 4 osoby tańczące breakdance. Poza nim, Petersem i Patersonem występowali w nim: Michael DeLorenzo, Stoney Jackson, Tracii Guns, Tony Fields, Peter Tramm, Rick Stone oraz Cheryl Song.
Film miał swoją światową premierę na antenie MTV w czasie szczytowej oglądalności dnia 31 marca 1983 roku. Niedługo po premierze teledysk emitowany był również w innych kanałach telewizyjnych, takich jak: BET (program Video Soul), SuperStation WTBS (Night Tracks), czy NBC (Friday Night Videos).
Teledysk ukazuje konflikt wrogich gangów. Jackson występuje w nim w charakterystycznej czerwonej kurtce. Udaje się on w stronę walczących gangów. Ostatecznie zwycięża przekonanie o bezsensowności rozwiązywania konfliktów w ten sposób. Jackson zażegnuje spór i wszyscy zaczynają tańczyć do przygotowanej choreografii.
Film otrzymał prestiżowe nagrody, m.in. American Music Award w kategorii Ulubiony Teledysk Pop/Rock i Ulubiony Teledysk Soul. Przedstawiciele Black Gold Awards uhonorowali Jacksona wyróżnieniem za Najlepszy Występ w Teledysku. Billboard Video Awards przyznało klipowi 7 nagród w kategoriach: Najlepszy Teledysk, Najlepsze Wykonanie przez Mężczyznę, Najlepsze Wykorzystanie Teledysku do Wzbogacenia Utworu, Najlepsze Wykorzystanie Teledysku do Wzbogacenia Wizerunku Artysty, Najlepsza Choreografia, Najlepsze Wideo oraz Najlepsze Nagranie Dance/Disco. Teledysk do „Beat It” wygrał w głosowaniu dwutygodnika „Rolling Stone” na najlepszy teledysk, zarówno pośród krytyków, jak i czytelników. Później został on wprowadzony do Music Video Producer’s Hall of Fame.
Klip pojawił się na albumach: HIStory on Film, Volume II, Number Ones, Video Greatest Hits – HIStory, na bonusowym DVD do Thriller 25 oraz na Michael Jackson’s Vision.

## Wykonania na żywo
4 lipca 1984 roku Jackson wykonał „Beat It” na żywo wraz ze swoimi braćmi podczas Victory Tour zespołu The Jacksons. Ponadto na scenie pojawił się Eddie Van Halen, który zagrał swoje gitarowe solo. Piosenka stała się jednym z najbardziej charakterystycznych i rozpoznawalnych utworów scenicznych Jacksona. Artysta wykonywał go na wszystkich solowych światowych trasach koncertowych: Bad, Dangerous i HIStory. Ponadto Jackson wykonał „Beat It” w 2001 roku podczas 30th Anniversary Special, koncertu zorganizowanego z okazji 30-lecia solowej kariery artysty. Na scenie pojawił się wtedy gościnnie Slash. „Beat It” miało być również wykonywane podczas This Is It Tour.
Jednym z najbardziej charakterystycznych momentów podczas koncertowego wykonywania „Beat It” jest początek utworu, kiedy to Jackson wznosi się ponad publiczność na specjalnym wysięgniku.

## Dziedzictwo
„Beat It” zostało określone jako jeden z najbardziej rozpoznawalnych, nagradzanych i uznanych utworów w historii muzyki pop. Zarówno sama piosenka, jak i teledysk odegrały znaczny wpływ na popkulturę. Utwór odniósł duży sukces i jest postrzegany jako jeden z „kamieni węgielnych”, które przyczyniły się do statusu albumu Thriller. Wstawka Van Halena jest uznawana za najlepsze gitarowe solo wszech czasów, które pomogło „Beat It” stać się jednym z najlepiej sprzedających się singli w historii muzyki.
Krótko po wydaniu, „Beat It” zostało włączone w narodową kampanię jazdy bez alkoholu – „picie i prowadzenie samochodu może zabić przyjaźń” (Drinking and Driving Can Kill a Friendship). Piosenka została dołączona do towarzyszącego kampanii albumu. Jackson otrzymał nagrodę z rąk prezydenta Ronalda Reagana podczas wizyty w Białym Domu, w zamian za wspomaganie akcji. Reagan określił wtedy działania Jacksona jako dowód tego, czego może dokonać człowiek żyjąc bez alkoholu i narkotyków. Powiedział też, że jeśli Amerykanie pójdą w jego ślady, to będzie możliwe stawienie czoła problemowi prowadzenia pod wpływem alkoholu i powiedzieć „spadaj” (Beat It) temu rodzajowi używek, zgodnie z tytułem piosenki.
„Beat It” zostało odnotowane jako czwarta ulubiona piosenka na wszech czasów w sondzie przeprowadzonej w 2005 roku przez firmę Sony Ericsson (ponad 700 000 ludzi z 60 krajów świata oddało głosy). Czasopismo „Rolling Stone” umieściło „Beat It” na 337. pozycji na liście 500 najlepszych utworów wszech czasów. Piosenka została wykorzystana w filmach: Powrót do przyszłości II, Zoolander i Tajniak. Kiedy została ponownie wydana na albumie Visionary w 2006 roku, zajęła 8. miejsce na liście przebojów w Wielkiej Brytanii (Official Physical Singles Chart Top 100). Piosenka była ponadto wykorzystywana w reklamach telewizyjnych dla firm takich jak: Budweiser, eBay, Burger King, Delta Air Lines, Nintendo (Game Boy), Coldwell Banker oraz dla promocji ligi futbolu amerykańskiego NFL.

## Listy przebojów

### Notowania
| Kraj              | Lista                          | Pozycja |
| ----------------- | ------------------------------ | ------- |
| Austria           | Ö3 Austria Top 40              | 6       |
| Dania             | Track Top-40                   | 31      |
| Holandia          | Single Top 100                 | 1       |
| Francja           | SNEP                           | 47      |
| Włochy            | FIMI                           | 12      |
| Nowa Zelandia     | Recorded Music NZ              | 1       |
| Norwegia          | VG-lista                       | 8       |
| Szwecja           | Sverigetopplistan              | 19      |
| Szwajcaria        | Schweizer Hitparade            | 2       |
| Wielka Brytania   | Official Singles Chart Top 100 | 3       |
| Stany Zjednoczone | „Billboard” Hot 100            | 1       |
| Stany Zjednoczone | Hot R&B/Hip-Hop                | 1       |

| Kraj      | Lista      | Pozycja |
| --------- | ---------- | ------- |
| Hiszpania | Promusicae | 1       |

| Kraj              | Lista                          | Pozycja |
| ----------------- | ------------------------------ | ------- |
| Australia         | ARIA                           | 17      |
| Dania             | Track Top-40                   | 16      |
| Europa            | European Hot 100 Singles       | 17      |
| Finlandia         | Suomen virallinen lista        | 12      |
| Francja           | SNEP                           | 4       |
| Norwegia          | VG-lista                       | 8       |
| Szwecja           | Sverigetopplistan              | 37      |
| Szwajcaria        | Schweizer Hitparade            | 5       |
| Nowa Zelandia     | Recorded Music NZ              | 24      |
| Turcja            | Türkiye Top 20                 | 14      |
| Wielka Brytania   | Official Singles Chart Top 100 | 19      |
| Stany Zjednoczone | Hot Digital Songs              | 7       |

### Certyfikaty sprzedaży
| Kraj          | Status  | Sprzedaż  |
| ------------- | ------- | --------- |
| Nowa Zelandia | Złoto   | 7500      |
| USA           | Platyna | 1 000 000 |
| Francja       | Platyna | 1 000 000 |

## Lista utworów
| 1. | „Beat It”             | 4:17  |
|    |                       |       |
| 2. | „Burn this Disco Out” | 3:48  |
|    |                       |       |
|    |                       | 08:05 |
|    |                       |       |

| 1. | „Beat It”             | 4:17  |
|    |                       |       |
| 2. | „Burn this Disco Out” | 3:48  |
|    |                       |       |
|    |                       | 08:05 |
|    |                       |       |

| 1. | „Beat It”                               | 4:17  |
|    |                                         |       |
| 2. | „Get on the Floor”                      | 4:57  |
|    |                                         |       |
| 3. | „Don’t Stop ’Til You Get Enough” (edit) | 4:22  |
|    |                                         |       |
|    |                                         | 13:36 |
|    |                                         |       |

| 1. | „Beat It”                  | 4:18  |
|    |                            |       |
| 2. | „Beat It” (Moby’s Sub Mix) | 6:11  |
|    |                            |       |
|    |                            | 10:29 |
|    |                            |       |

## Twórcy
- Michael Jackson – tekst, muzyka i aranżacja
- Quincy Jones i Michael Jackson – produkcja
- Michael Jackson – śpiew
- Eddie Van Halen – solo gitarowe
- Paul Jackson Jr. – gitara
- Steve Lukather – gitara basowa i gitara
- Jeff Porcaro – perkusja
- Bill Wolfer – instrumenty klawiszowe
- Greg Phillinganes – rhodes, syntezator
- Steve Porcaro – syntezator, programowanie syntezatorów
- Michael Jackson – aranżacja wokalna
- Michael Jackson, Quincy Jones – aranżacja rytmiczna
- Gordon Clarke – kostiumy